# خروف البحر الأمازوني
خروف البحر الأمازوني أو اللاظفري أو عديم الأظافر (الاسم العلمي: Trichechus inunguis) (بالإنجليزية: Amazonian manatee)‏ هو نوع من الحيوانات يتبع جنس خروف البحر من فصيلة خرفان البحر. طوله نحو ٢٢٠ سم. وزنه نحو ٢٠٠ كغ. لا أظفار له، ثوبه أعبق من الأمريكي. يعيش في نهري الأمازون والأرنك